# ویکتور نووژیلوف
ویکتور نووژیلوف (روسی: Виктор Владимирович Новожилов؛ ۵ ژوئن ۱۹۵۰ – ۱ ژانویهٔ ۱۹۹۱) کشتی‌گیر اهل اتحاد جماهیر شوروی سوسیالیستی بود.